# Bitteragurk
Bitteragurk (Kinesisk skrift: 苦瓜; Pinyin: kǔguā) eller Karela (fra Hindi) er en frugt (botanisk set et bær, i forbindelse med madlavning anses den for at være en grønsag) der vokser på den tropiske og subtropiske plante Momordica charantia der tilhører Græskar-familien. Den har fået sit navn fordi den har en meget bitter smag.
Den bruges ofte i kinesisk madlavning.
| Mad og drikke | Spire Denne artikel om mad og drikke er en spire som bør udbygges. Du er velkommen til at hjælpe Wikipedia ved at udvide den. |